# Boris Orłow
Borys Nikołajewicz Orłow, ros. Борис Николаевич Орлов (ur. 2 września 1935 w Niżnym Nowogrodzie, zm. 2012) – radziecki i rosyjski biolog, doktor nauk biologicznych, profesor zwyczajny, Zasłużony Pracownik Naukowy Federacji Rosyjskiej (1995) oraz Laureat nagrody rządu Federacji  Rosyjskiej (2001). Honorowy Pracownik Szkolnictwa Wyższego Federacji Rosyjskiej (1996) oraz członek rzeczywisty Europejskiej Akademii Nauk Przyrodniczych w Hanowerze w Niemczech. 
W 1960 roku ukończył z wyróżnieniem studia biologiczne na Wydziale Biologii Uniwersytetu w Niżnym Nowogrodzie. Pracę doktorską obronił w 1972.
W latach 1968–1971 Dziekan Wydziału Biologii swej alma mater oraz w latach 1974–1989 Kierownik Katedry Fizjologii i Biochemii. W latach 1988–2012 Kierownik Katedry Fizjologii i Biochemii Akademii Rolnicza w Niżnym Nowogrodzie.
Jest autorem około 400 prac naukowych.